# Joaquim Rosa
Joaquim Rosa (Évora, 6 de junho de 1926 – Lisboa, 24 de fevereiro de 2016) foi um ator português. Recebeu o Prémio Eduardo Brazão (1967).

## Biografia
Joaquim Rosa nasceu a 6 de junho de 1926, em Évora.
Teve uma conceituada carreira construída principalmente no Teatro. Fez parte do TEL - Teatro Estúdio de Lisboa onde participou na peça "Thomas Moore" de Robert Bolt, com Helena Félix, Baptista Fernandes, Filipe Ferrer, entre outros. Com texto e direcção de Luzia Maria Martins participou em "Quando A Banda Tocar" onde contracenou com nomes como Cremilda Gil, Augusto Leal e Helena Félix.
Em 1967 recebeu o Prémio Eduardo Brazão, atribuído pelo Secretariado Nacional de Informação (SNI) para a melhor encenação de teatro declamado por A Família Sam de Peter Ustinov.
Foi ainda um dos fundadores do CENDREV, companhia profissional de Évora formada após o 25 de Abril. Em 11 de Janeiro de 1975 é criado o Centro Cultural de Évora. Richard Demarcy dirigiu o primeiro espectáculo “A Noite de 28 de Setembro”, com interpretação de João Lagarto, Mário Barradas, Luís Jacobety, Joaquim Rosa, Avelino Bento, José Caldeira, Zita Caldeira, Teresa Gonçalves, Maria Santos e Luís Varela. Na mesma companhia faria "Luz das Trevas" de Brecht.
Integrou vários espectáculos de Filipe La Féria entre os quais "My Fair Lady" e "A casa do lago" (2009). Na televisão actuou por exemplo em algumas produções escritas por Francisco Moita Flores.
Participou na telenovela Flor do Mar (2008), da TVI, onde desempenhou o papel de padre Mariano.
Joaquim Rosa faleceu a 24 de fevereiro de 2016, vítima de doença, na Casa do Artista, em Lisboa, onde residia.

## Teatro radiofónico
- Participou em "Jane Eyre" como Edward por volta da década de 60/70

## Teatro
- 1951 - Luz Sem Fim - Teatro Ginásio[7]
- 1952 - Dias Felizes - Teatro Avenida [8]

## Televisão
- A Viúva do Enforcado [5]
- A Banqueira do Povo [5]
- Médico de Família [5]
- Flor do Mar (TVI, 2008)[5]

## Cinema
| Ano  | Título                  | Ref.  |
| ---- | ----------------------- | ----- |
| 1956 | O Dinheiro dos Pobres   | [ 9 ] |
| 1964 | Fado Corrido            | [ 9 ] |
| 1965 | Vinte e Nove Irmãos     | [ 9 ] |
| 1968 | Por um Fio...           | [ 9 ] |
| 1980 | Manhã Submersa          | [ 9 ] |
| 1986 | O Barão de Altamira     | [ 9 ] |
| 1988 | Os Emissários de Khalôm | [ 9 ] |
| 1992 | O Altar dos Holocaustos | [ 9 ] |